# HMS Hogue (1900)
Pour les autres navires du même nom, voir HMS Hogue.
Le HMS Hogue est un croiseur cuirassé de classe Cressy de la Royal Navy. Le Hogue fut coulé par le sous-marin allemand, U-9, le 22 septembre 1914.

## Service
Peu après le début de la Grande Guerre en août 1914, le HMS Hogue et ses sister-ships, les Bacchante, Euryalus, Aboukir et le Cressy, furent assignés au Septième escadron du Royaume-Uni, pour patrouiller dans la Mer du Nord.

## Naufrage

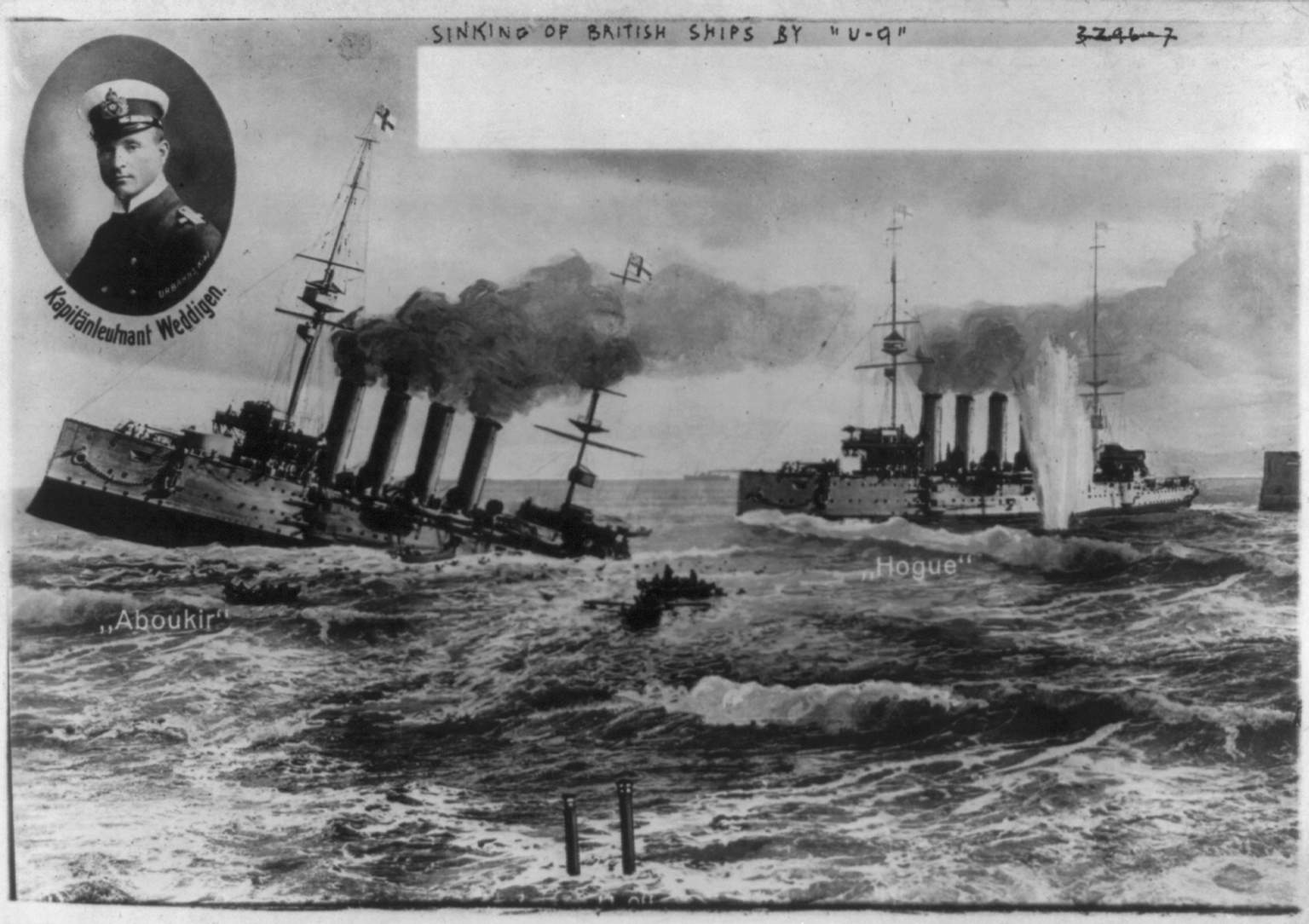
L’Aboukir et le Hogue coulés par l’U-9. Carte postale allemande

Carte des attaques.

Le Hogue fut torpillé (deux coups au but) et coulé (en 15 minutes) le matin du 22 septembre 1914 par le U 9 en tentant de secourir le HMS Aboukir qui venait de subir le même sort ; le HMS Cressy venant à son tour à leur secours fut lui aussi torpillé et coulé.
Sur le total des trois équipages, 837 hommes furent sauvés (dont le midshipman Wenman Wykeham-Musgrave, qui réchappa successivement des trois naufrages), tandis que 1 397 marins et 62 officiers moururent en mer. Parmi ceux-ci, le Hogue perdit un total de 48 hommes.